# 科夫班
50°30′20″N 24°58′42″E / 50.50556°N 24.97833°E
科夫班（烏克蘭語：Ковбань），是烏克蘭的村落，位於該國西部沃倫州，由盧茨克區負責管轄，始建於1890年，面積0.88平方公里，海拔高度229米，2001年人口103，人口密度每平方公里117.71人。